# CRデラックス海物語
『CRデラックス海物語』（シーアールデラックスうみものがたり）は、2012年11月5日に三洋物産から発売されたデジパチタイプのパチンコ。

## 機種一覧
| 名称                           | 発売          |
| ------------------------------ | ------------- |
| CRデラックス海物語 HMB         | 2012年11月5日 |
| CRデラックス海物語 MMC         | 2012年11月5日 |
| CRAデラックス海物語 with T-ARA | 2013年2月4日  |

## 概要
『CRプレミアム海物語』以来の新作となっている。シリーズ初のクリア盤面が導入され、盤面を活かした演出が搭載されている。以降の機種でもクリア盤面が使用され続けている。シリーズ初のランクアップボーナスが搭載されている。
2013年2月4日には、遊パチタイプの『CRAデラックス海物語 with T-ARA』が発売した。K-POPアイドルのT-ARAとのタイアップ機種となっている。ミドルタイプと同様にランクアップボーナスが搭載されている。5代目ミスマリンちゃんが出演した最後の機種となっている。

## 図柄
奇数図柄がSUPER LUCKY、偶数図柄がLUCKYと表示される。ミドルタイプでは、奇数図柄が確変大当たり、偶数図柄が通常大当たり（確変昇格の場合あり）となっている。遊パチタイプでは奇数図柄の方が時短回数が多い。その他図柄に関しては各項目を参照。
- 1. タコ
- 2. ハリセンボン
- 3. カメ
- 4. サメ
- 5. エビ
- 6. アンコウ
- 7. シュゴン
- 8. エンゼルフィッシュ
- 9. カニ
- 裏4. サメ
- クジラッキー

クジラッキーボーナスに突入する。
- T-ARA

『CRAデラックス海物語 with T-ARA』に搭載。ティアラッキーボーナスに突入する。

### 大当たり表示とラウンド数
| 型式 | SUPER LUCKY              | LUCKY                |
| ---- | ------------------------ | -------------------- |
| HMB  | 16R確変                  | 16R通常              |
| MMC  | 16R確変                  | 16R通常              |
| ASB  | 16R 5R（ST5回+時短45回） | 5R（ST5回+時短20回） |

## モード
海モード
シンプルなモード。
ダイビングモード
待機魚群予告をメインに据えたモード。
バカンスモード
ミニキャラによるステップアップ予告とボタンを使用する演出が搭載されたモード。

## 予告演出
予告なし
リーチ成立直後に演出が起こらないこと。ノーマルリーチ発展濃厚となる。
泡予告
リーチ成立直後に画面下部から泡が発生する演出。スーパーリーチに発展する可能性がある。
大泡予告
リーチ成立直後に画面下部から通常よりも大きな泡が発生する演出。ノーマルリーチ発展濃厚となり、大当たりまたは半コマズレのハズレとなる（半コマズレ停止でも再始動する場合がある）。スーパーリーチに発展した場合は、法則崩れにより大当たり濃厚となる。
魚群予告
リーチ成立直後に画面右側から魚群が通過する演出。期待度が高い演出であり、スーパーリーチ発展濃厚となる。ノーマルリーチに発展した場合は、法則崩れにより大当たり濃厚となる。ミドルタイプの確変中に発生して大当たりした場合は確変大当たり濃厚となる。
待機魚群予告
ダイビングモード専用演出。
変動開始時、画面の右側に魚群が出現し待機する演出。魚群はオーラを発光する場合があり、オーラの色がオーラ無し、黄色、赤色の順番で期待度が上がる期待度が上がる。
滑り予告
下段図柄が効果音とともに半コマ進みあるいは半コマ戻ってリーチがかかる演出。
連続滑り予告
保留内で2回転続いて滑り予告が発生する演出。2回目の滑り予告が発生した時点でその変動での大当たりが濃厚となる。
ボタン硬化予告
ボタンが押しにくくなる演出。様々なタイミングで発生する。
ミニキャラステップアップ予告
バカンスモード専用演出。
ミニキャラが出現するステップアップ演出。ミニキャラの衣装で期待度が変化する。本作では初めてステップ4が搭載された。
ステップ1ではミニキャラが1人出現する。
ステップ2ではミニキャラが3人出現して4人になる。
ステップ3はリーチ成立時に発生する場合があり、センターに出現して5人になる。
ステップ4は、スーパーリーチ発展直前にミニキャラたちが手前にジャンプする。ステップ4まで発展した時点で期待度が高くなる。
ミニキャラ応援煽り予告
バカンスモード専用演出。
ミニキャラステップアップ予告のステップ1またはステップ2の際に、ミニキャラがリーチ成立を煽る演出。
トビウオ予告
バカンスモード専用演出。
リーチ成立時に画面右側からトビウオが出現する演出。トビウオの種類によって期待度が変化する。

## 保留先読み予告
チャンス目前兆予告
チャンス目（同一図柄が非テンパイ形で液晶画面内に3つ停止）が停止する演出。連続するほど期待度が高くなる。3回連続で発生するとリーチ成立濃厚となる。
背景変化予告
バカンスモード専用演出。
変動中の背景に強い日差しが出現する演出。
背景キャラ通過予告
変動中にキャラクターが通過する演出。演出はモードによって異なる。
海モードでは、タツノオトシゴ、ハリセンボン、タツノオトシゴ群れ、ハリセンボン群れ、パトクジラッキー、潜水艦が出現する。
ダイビングモードでは、ウミガメ、アザラシ、ウミガメ群れ、アザラシ群れ、シャチ、魚群が出現する。
バカンスモードでは、気球、潜水艦、クジラが出現する。
サイレント疑似連
変動停止の際に、図柄の動きが止まらないまま次の変動に移行する演出。この演出が発生した際は保留が消化されない。
図柄停止予告
図柄が停止する際、不自然に滑って進んだり戻ったりして停止する演出。下段図柄の滑りまたは戻り、中段図柄滑りまたは戻り、上下段同時停止の3種類がある。図柄が滑って停止してチャンス目前兆予告が発生する場合もある。
停止順変化予告
通常は上段、下段、中段の順番で図柄が停止しるが、それ以外の順番で停止する演出。
変動順変化予告
変動開始時の図柄の変動方向と変動順が通常とは異なる演出。
カニばさみ保留予告
ダイビングモード及びバカンスモード専用演出。
筐体のカニが玉をキャッチして保留アイコンの色が変化する。アイコンの色は青色、緑色、黄色、赤色の順番で期待度が高くなる。魚群、金色の海マーク、白色の海マークに変化する場合もある。
ベルーガチャンス
ダイビングモード専用演出。
チャンス目（同一図柄が非テンパイ形で液晶画面内に3つ停止）停止から発展する場合がある。ピンク色のベルーガが登場する保留先読み演出。チャンス目停止が連続するほど期待度が高くなる。演出中に滑り予告が発生した場合は大当たり濃厚となる。
トビウオチャンス
バカンスモード専用演出。
ピンク色のトビウオが登場する保留先読み演出。チャンス目停止が連続するほど期待度が高くなる。演出中に滑り予告が発生した場合は大当たり濃厚となる。
プレゼント予告
バカンスモード専用演出。
変動中にプレゼント箱を持ったミニキャラが現れボタンプッシュを促される演出。プレゼントの中身によって期待度が変化する。

## チャンスボタン演出
ブレーキアクション
リーチ後から図柄停止までの間にボタンを押すと変動中の中段図柄が反応しブレーキアクションをする。中段図柄の目が大きくなると期待度がやや高くなる。炎目になると期待度がさらに高くなり、ハート目になると奇数図柄での大当たり濃厚となる。
奇数昇格演出
偶数図柄で大当たりをした瞬間にボタンを押すと、奇数昇格演出が発生する場合のみ5代目ミスマリンちゃん（遊パチタイプはT-ARA）がカットインされる演出。大当たりラウンド中のBGMが条件を満たしていなくてもプレミアムソングが全曲開放となる。

## リーチ演出
ノーマルリーチ
特に何も起こらないリーチ演出。期待度は低い。シングルリーチ及びダブルリーチのどちらからも発展する。通常時に半コマズレ停止をすると再始動が発生する可能性が高くなっている。ST中は期待度が高くなっており、大当たりまたは半コマズレのハズレとなる（半コマズレ停止でも再始動する場合がある）。
珊瑚礁リーチ
海モード専用演出。
シングルリーチから発展し、画面下部から珊瑚礁が出現する演出。珊瑚礁からオーラが出ていると期待度が高くなる。
鉱石リーチ
ダイビングモード専用演出。
シングルリーチから発展し、画面下部から鉱石が刺さった珊瑚礁が出現する演出。珊瑚礁からオーラが出ていると期待度が高くなる。
フラワータワーリーチ
バカンスモード専用演出。
シングルリーチから発展し、画面下部からフラワータワーが出現する演出。花の量が通常より多いと期待度が高くなる。
黒潮リーチ
海モード専用演出。
シングルリーチから発展し、画面に黒潮が流れる演出。黒潮の流れが通常より速い場合は期待度が高くなる。
クリオネリーチ
ダイビングモード専用演出。
シングルリーチから発展し、画面にクリオネが出現する演出。クリオネの動きが通常より速いと期待度が高くなる。
潮風リーチ
バカンスモード専用演出。
シングルリーチから発展し、画面に潮風が吹く演出。潮風の中を羽ばたいている鳥の羽の動きが通常より速いと期待度が高くなる。
マリンちゃんリーチ
ダブルリーチから発展し、画面上部からマリンが登場する演出。期待度は予告により変化する。
デラックスチャンス
ノーマルリーチから発展する場合がある。マリンが登場し画面タッチを促される演出。画面をタッチしてデラックスフラッシュが発生すると大当たりとなる。
『CRスーパー海物語 IN 沖縄 桜バージョン』の桜チャンスと『CR大海物語2』のタッチチャンスが基になっている。
連打チャンス
ダイビングモード専用演出。
チャンス目（画面内に同じ図柄が3つ停止する）が停止すると発生する場合がある。ワリンが登場しボタン連打を促される。ボタンを連打して図柄が揃えば大当たりとなる。ワリンが腕を前に突き出して応援していると期待度が高くなる。
バナナボートリーチ
バカンスモード専用演出。
ワリンがバギーに乗って出現する演出。イルカが跳ねれば期待度が高くなる。

## プレミアム演出
泡系プレミアム
泡予告に関するプレミアム演出。数種類存在する。
超泡
泡が途切れずに図柄が揃うまで出現し続ける演出。
クジラッキー泡
クジラッキーが入った泡が出現する演出。
レインボー泡
レインボー色の泡が出現する演出。
泡&魚群予告
泡予告が発生した直後に魚群予告が発生する演出。
泡割れ
泡予告が発生した直後に泡が割れる演出。
V字泡
Vの字をかたどった泡が出現する演出。
魚群系プレミアム
魚群に関するプレミアム演出。数種類存在する。
赤魚群
赤魚群（実際には赤色と紫色が混ざったような魚群）が出現する演出。後述のサム系プレミアムに発展する。
超魚群
魚群が途切れずに図柄が揃うまで出現し続ける演出。
逆魚群
画面左側から魚群が出現する演出。通常は画面右側から出現する。
スパイラル魚群
魚群がスパイラル状に流れる演出。
魚群&クジラッキー
魚群と一緒にクジラッキーが出現する演出。
前面魚群
魚群が図柄の前面を流れる演出。通常は図柄の後ろを流れる。
回転魚群
魚群が回転する演出。
ぎっしり魚群
画面の背景が見えなくなるほどの魚群が出現する演出。
魚群&リーチ図柄
魚群の最後尾にリーチ図柄が1体出現する演出。
クジラッキー群
魚群の代わりにクジラッキーの群れが出現する演出。
V字魚群
黄色の魚がV字になって出現する演出。
メガ魚群
巨大な魚の群れが出現する演出。
旧魚群
初代『海物語』に登場したドットの魚群が出現する演出。
スロー魚群
魚群が通常よりも遅い動きで流れる演出。
サム系プレミアム
各スーパーリーチ中にサムが出現すれば奇数図柄での大当たりが濃厚となる。遊パチタイプでは16ラウンド大当たり濃厚となる。
マッスル珊瑚礁リーチ
海モード専用演出。
シングルリーチから発展する。珊瑚礁リーチが発生した際に、サムが画面下部から珊瑚礁を持ち上げて登場する。
マッスル鉱石リーチ
ダイビングモード専用演出。
シングルリーチから発展する。鉱石リーチが発生した際に、サムが画面下部から鉱石が刺さった珊瑚礁を持ち上げて登場する。
マッスルフラワータワーリーチ
バカンスモード専用演出。
シングルリーチから発展する。フラワータワーリーチが発生した際に、サムが画面下部からフラワータワーを持ち上げて登場する。
ダイビングリーチ
海モード専用演出。
シングルリーチから発展する。黒潮リーチが発生した際に、画面右側からサムが泳いで登場する。
クリオネサムリーチ
ダイビングモード専用演出。
シングルリーチから発展する。クリオネリーチが発生した際に、画面右側からサムが泳いで登場する。
潮風サムリーチ
バカンスモード専用演出。
シングルリーチから発展する。潮風リーチが発生した際に、サムが走りながら出現する。
ポージングリーチ
ダブルリーチから発展する。マリンの代わりにサムが画面上部から登場する。
突サムプレミアム
さまざまな場面でサムが突然出現し、奇数図柄を揃った状態でビタ止めする演出。
枠外プレミアム
図柄が枠外で揃った場合、効果音の後に図柄が枠内に移動し大当たりとなる演出。必ず発生する訳ではない。
枠上プレミアム
中段図柄と下段図柄が同じ図柄で停止した際、全図柄が上方向に移動して図柄が揃った状態で戻る演出。
枠下プレミアム
中段図柄と上段図柄が同じ図柄で停止した際、全図柄が下方向に移動して図柄が揃った状態で戻る演出。
ボイスプレミアム
変動開始時などにマリン、ワリン、サム、5代目ミスマリンちゃんのいずれかのボイスが流れる演出。
サウンドプレミアム
変動音が『海物語』のものに変化する演出。
最長突破当たり
ロングリーチから発展する。クジラッキーボーナス（遊パチタイプではティアラッキーボーナス）に突入する。
ボタンアイコン変化プレミアム
通常はボタン押下を指示するアイコンの手が人差し指一本でボタンを指しているが、手の形がグーに変化する演出。
ミスマリンカットイン
ミドルタイプに搭載。
リーチ成立直後に5代目ミスマリンちゃんがカットインされる演出。
T-ARAカットイン
遊パチタイプに搭載。
リーチ成立直後にT-ARAがカットインされる演出。
ビタ止まり
リーチ成立中に中段の図柄が壁にぶつかったかのように停止して大当たりになる演出。
裏サメ停止
1図柄と9図柄のダブルリーチの際に中段の中央に裏4が停止する演出。停止すると再始動が発生し、1図柄か9図柄のどちらかでの大当たりとなる。
逆変動
図柄が左側から右側に変動する演出。通常は右側から左側に変動する。
上下段図柄逆変動
変動開始時、上段図柄と下段図柄が左側から右側に変動する演出。
中段図柄逆変動
リーチ成立時、中段図柄が左側から右側に変動する演出。
オール当たりプレミアム
ノーマルリーチ発展時、中段の図柄が全てリーチ図柄に変化する演出。
全回転リーチ
全図柄が揃った状態で変動する演出。図柄が停止する際は、通常は上段・下段・中段の順番で停止するが、全図柄が揃った状態で停止する。
変動全回転
回転開始時から図柄が3つ揃った状態で変動する演出。7図柄が停止する。
リベンジプレミアム
半コマズレハズレ時、直後に画面に映っている全図柄の表情が変化し、中段の図柄が動いて大当たりになる演出。
空動き告知
変動中にデラックスランプが一瞬だけ光る演出。
突当たり
リーチが成立したが、リーチ成立を知らせるのボイスが流れずそのまま大当たりになる演出。
オール同図柄プレミアム
変動停止時、上段・中段・下段それぞれに同じ図柄が3つずつ停止する演出。合計で9個出現する。
親子図柄変化プレミアム
リーチ成立時、リーチになった上段図柄と下段図柄、中段の全ての図柄が親子図柄（2図柄、7図柄、8図柄）と単体図柄（1図柄、3図柄、4図柄、5図柄、6図柄、9図柄）が入れ替わる演出。
ドデカ図柄
リーチ成立時、中段に巨大化したリーチ図柄が専用の効果音とともに出現する演出。
初代海物語リーチ
珊瑚礁リーチ及びマリンちゃんリーチが、初代『海物語』のグラフィックに変化する演出。
即当たり
リーチ成立直後に全図柄がバウンドストップして大当たりになる演出。
タッチアイコン変化プレミアム
タッチアイコンに表示されている手の形が通常と異なる演出。ピースサインなどがある。
ブラックアウトプレミアム
変動中に突如ブラックアウトが発生しボタンプッシュを促される演出。ボタンを押すとデラックスフラッシュが発生し奇数図柄での大当たりとなる。
チアガールリーチ
バカンスモード専用演出。
ミニキャラステップアップ予告のステップ2から発展する場合がある。4人のミニキャラがズームしデラックスフラッシュが発生する演出。
オールキャストリーチ
バカンスモード専用演出。
マリン、ワリン、サムの3人が出現し、全回転（全図柄が揃った状態で変動）が発生する演出。図柄が停止する際は、通常は上段・下段・中段の順番で停止するが、全図柄が揃った状態で停止する。
トビウオ予告プレミアム
バカンスモード専用演出。
メカトビウオ
トビウオの形をしたロボットが登場する。
ハリボテトビウオ
クジラッキーがトビウオの張りぼてを身に付けて登場する。
パトトビウオ
トビウオが頭部分にパトランプと付けて登場する。
プレゼント予告プレミアム
バカンスモード専用演出。
プレゼント予告の中身がクジラッキー、ドル箱、鉄板の場合はプレミアム演出となる。
ミニキャラステップアップ予告プレミアム
バカンスモード専用演出。
ミニキャラステップアップ予告のステップ3に登場するキャラクターが、パトランプを付けたミニキャラ、サム、クジラッキーの場合はプレミアム演出となる。
背景矛盾演出
遊パチタイプに搭載。
STが決められた回数の消化が終わっても時短に移行せず、そのままSTが続く演出。

## 大当たりラウンド演出

### 大当たりラウンド中
デラックスフラッシュチャンス
海モード及びバカンスモード専用演出。
通常図柄大当たりのラウンド中にデラックスフラッシュが発生する昇格演出。
遊パチタイプでは4ラウンド目に発生する場合がある。デラックスフラッシュが発生すると5代目ミスマリンちゃんが登場し確変に昇格となる。
マリンチャンス
ダイビングモード専用演出。
通常大当たりのラウンド中に発生する昇格演出。マリンが出現し左右どちらかのルートを選択することを促される。左ルートでは宝箱が出現し、中から魚群が出現すると確変昇格となる。右ルートではボタン連打を促され、デラックスフラッシュが鳴ると確変昇格となる。
クジラッキーチャンス
5ラウンド目に発生する場合がある。マリンが登場しボタンプッシュを促される。ボタンを押してクジラッキーが出現すればクジラッキーボーナスに突入する。

### 大当たりラウンド終了後
エンディングチャンス
ミドルタイプに搭載。
通常大当たり時のエンディング画面で確変が告知される演出。
「いつものラウンド」の場合は、エンディング画面で「もう1回」の文字とともにサムが登場して告知される。
その他の楽曲を選択した場合は、エンディング画面で「もう1回」の文字とともに5代目ミスマリンちゃんのカットインが発生して告知される。
背景変化
偶数図柄揃いの大当たりでいつものラウンドのエンディング画面での背景に変化が起こる演出。水面が光っている場合や砂浜にカニがいる場合は大当たりの期待度が高くなる。流れ星が発生した場合は確変大当たり濃厚となる。
金魚群
大当たりラウンド終了後のエンディング画面で金魚群が出現する演出。保留内で奇数図柄揃いの大当たりが濃厚となる。
金保留予告
遊パチタイプに搭載。
大当たりラウンド中に保留が金色に変化する演出。
ティアラロゴ予告
遊パチタイプに搭載。
大当たりラウンド終了後のエンディング画面でチャンスタイム回数（ST＋時短）の替わりにT-ARAのロゴが表示される演出。保留内での大当たりが濃厚となる。

## その他演出
再始動
リーチが外れた際に、中段図柄が再び動き出して大当たりになる演出。ダブルリーチで発生した場合は奇数図柄での大当たりとなる。
昇格スクロール
通常図柄で大当たりした直後に、図柄が高速に動き出して確変図柄に昇格する演出。
マリンちゃん2段階
マリンちゃんリーチで偶数図柄が揃った直後、マリンが掛け声とともに中段図柄をビンタして再始動が起き、もう片方のリーチ図柄である奇数図柄揃いの大当たりになる演出。
ワリンちゃん2段階
ダイビングモード及びバカンスモード専用演出。
連打チャンス（ダイビングモード）またはバナナボートリーチ（バカンスモード）のダブルリーチで偶数図柄が揃った直後、ワリンが掛け声で中段図柄の再始動が起き、もう片方のリーチ図柄である奇数図柄揃いの大当たりになる演出。
バウンドストップ
ミドルタイプに搭載。時短中専用演出。
チャンス目（同一図柄が非テンパイ形で液晶画面内に3つ停止）が停止した際にチャンス目前兆予告が発生せずに、図柄がバウンドして停止する演出。この演出が発生すると、時短から確変（デラ海チャンス）に移行する。
ロングリーチ
ノーマルリーチやスーパーリーチが止まらず長く変動し続ける演出。最長突破当たりに発展する。
法則崩れ
さまざまな予告で発生する。予告なしからスーパーリーチに発展する、魚群予告からノーマルリーチに発展する、大泡予告からスーパーリーチに発展するなどがあり、発生すると大当たり濃厚となる。

## デラックスフラッシュ
画面上部にある役物。変動時の一発告知としての機能を果たしており、演出が発生した時点で大当たり濃厚となる。大当たりラウンド中やエンディング時の昇格演出としても使用されている。一発告知にはショートとロングの2種類があり、ショートは大当たり濃厚、ロングは奇数図柄での大当たり濃厚となる。

## 大当たり・確変・時短

### CRデラックス海物語
確変ループ機となっており、大当たりラウンド終了後は基本的に奇数図柄大当たりだと確変に突入し、偶数図柄大当たりだと100回の時短に突入する。ただし、偶数図柄で当たってもラウンド中にSUPER LUCKYに昇格する場合がある。2ラウンド確変大当たりも搭載されており、3・4・1図柄停止で突入する。2ラウンド確変大当たり終了後は確変（デラ海チャンス）に突入する。また、時短中でも内部確変になっていることもあり、その場合は時短終了前までに図柄のバウンドストップが発生し確変（デラ海チャンス）に突入する。
本作では海物語シリーズ初のランクアップボーナスが搭載されている。名称はクジラッキーボーナスとなっており、上段に3図柄、中段にクジラッキー、下段に1図柄（3・4・1図柄停止が基になっている）が停止することで突入する。ラウンド数は4ラウンド、8ラウンド、16ラウンドがあり、各ラウンドごとに継続のチャンスが用意されている。ボタンを押してクジラッキーが登場すれば継続となり、登場しなければラウンド終了となり確変に突入する。クジラッキーボーナスの上位種にあたるスーパークジラッキーボーナスも搭載されており、こちらは突入した時点で16ラウンド大当たり濃厚となる。

### CRAデラックス海物語 with T-ARA
ST機となっており、大当たりラウンド終了後は必ず5回のSTと時短に突入する。時短の回数は図柄によって異なる。ミドルタイプと同様にランクアップボーナスが搭載されており、こちらはティアラッキーボーナスという名称になっている。また、通常の大当たりラウンド中に16ラウンドへの昇格チャンス（クジラッキーチャンス）に突入する場合があり、成功して16ラウンド大当たりを獲得するとクジラッキーボーナスに突入する。なお、こちらのクジラッキーボーナスは、ミドルとは違いランクアップボーナスではない。大当たりラウンド中にボタンプッシュ等の演出なく16ラウンド大当たりに突入する演出（大当たりラウンドチャンス）もある。

## プレミアムラウンド

### CRデラックス海物語
- 1回目：いつものラウンド
- 2連荘達成：マリンが歌う「海物語 〜Go!Go! SEA STORY〜」
- 3連荘達成：マリンが歌う「とことんサマー」
- 5連荘達成：マリンが歌う「トコナツ☆バケーション」
- 7連荘達成：マリンが歌う「めっちゃ!海うみ」
- 10連荘達成：マリンが歌う「Everydayシーストーリー」
- クジラッキーボーナスに突入：クジラッキーが歌う「クジラッキーのうた」

### CRAデラックス海物語 with T-ARA
- 1回目：いつものラウンド
- 2連荘達成：マリンが歌う「海物語 〜Go!Go! SEA STORY〜」
- 3連荘達成：T-ARAが歌う「Roly-Poly (Japanese ver.)」
- 5連荘達成：T-ARAが歌う「Lovey-Dovey  (Japanese ver.)」
- 7連荘達成：T-ARAが歌う「yayaya  (Japanese ver.)」
- 8連荘達成：マリンが歌う「トコナツ☆バケーション」
- 16ラウンド大当たり突入：マリンが歌う「デラックスバケーション」
- ティアラッキーボーナスに突入：T-ARAが歌う「Bo Peep Bo Peep  (Japanese ver.)」
- クジラッキーボーナスに突入：クジラッキーが歌う「クジラッキーのうた」

## スペック
| 特賞種別             | 特賞種別             | デジパチ | デジパチ | デジパチ |                         |                         |
| 大当たり確率         | 通常時               | 1/368.180 | 1/319.6 | 1/99.9 |                         |                         |
| 大当たり確率         | 高確率時             | 1/36.818 | 1/31.9 | 1/9.9 |                         |                         |
| タイプ               | タイプ               | ミドル | ミドル | 遊パチ |                         |                         |
| 賞球数               | 賞球数               | 3 & 3 & 10 & 14 | 3 & 3 & 10 & 14 | 3 & 3 & 10 & 14 |                         |                         |
| ラウンド・カウント数 | ラウンド・カウント数 | 16R or 8R or 4R・8C | 16R or 8R or 4R・8C | 16R or 8R or 5R or 4R・7C |                         |                         |
| 大当たりシステム     | 大当たりシステム     | 確変ループ | 確変ループ | ST |                         |                         |
| 確変突入率           | 確変突入率           | 65/100（65%） | 65/100（65%） | 100/100（100%、ST5回） |                         |                         |
| 大当たりの内訳       | 上始動口             | 16R確変：42% スーパークジラッキーボーナス16R：1% クジラッキーボーナス16R：2% クジラッキーボーナス8R：2% クジラッキーボーナス4R：2% 2R確変：16% 16R通常：35% | 16R確変：34% スーパークジラッキーボーナス16R：1% クジラッキーボーナス16R：4% クジラッキーボーナス8R：4% クジラッキーボーナス4R：4% 2R確変：18% 16R通常：35% | 16R（ST5回+時短95回）：7% 5R（ST5回+時短45回）：51% 5R（ST5回+時短20回）：33% ティアラッキーボーナス16R（ST5回+時短95回）：3% ティアラッキーボーナス8R（ST5回+時短45回）：3% ティアラッキーボーナス4R（ST5回+時短45回）：3% |                         |                         |
| 大当たりの内訳       | 下始動口             | 16R確変：43% スーパークジラッキーボーナス16R：1% クジラッキーボーナス16R：5% クジラッキーボーナス8R：5% クジラッキーボーナス4R：5% 2R確変：6% 16R通常：35%  | 16R確変：38% スーパークジラッキーボーナス16R：1% クジラッキーボーナス16R：6% クジラッキーボーナス8R：6% クジラッキーボーナス4R：6% 2R確変：8% 16R通常：35%  | 16R（ST5回+時短95回）：7% 5R（ST5回+時短45回）：51% 5R（ST5回+時短20回）：33% ティアラッキーボーナス16R（ST5回+時短95回）：3% ティアラッキーボーナス8R（ST5回+時短45回）：3% ティアラッキーボーナス4R（ST5回+時短45回）：3% |                         |                         |
| 大当たり出玉         | 大当たり出玉         | 16R：1660個 8R：830個 4R：410個 | 16R：1450個 8R：720個 4R：360個 | 16R：1450個 8R：720個 5R：450個 4R：360個 |                         |                         |
| リミット             | リミット             | なし | なし | なし |                         |                         |
| 電サポ               | 確変                 | 確変大当たり終了後次回まで | 確変大当たり終了後次回まで | 大当たり終了後ST5回 |                         |                         |
| 電サポ               | 時短                 | 通常大当たり終了後100回 | 通常大当たり終了後100回 | ST終了後95回・45回・20回 |                         |                         |
| 保留の数             | 保留の数             | 上始動口4個+下始動口4個 | 上始動口4個+下始動口4個 | 上始動口4個+下始動口4個 | 上始動口4個+下始動口4個 | 上始動口4個+下始動口4個 |
| 保留の優先消化       | 保留の優先消化       | なし（入賞順に消化） | なし（入賞順に消化） | なし（入賞順に消化） | なし（入賞順に消化）    | なし（入賞順に消化）    |